# روک استیپچویچ
روک استیپچویچ (کرواتی: Rok Stipčević؛ زادهٔ ۲۰ مهٔ ۱۹۸۶) بازیکن بسکتبال اهل کرواسی است.
از باشگاه‌هایی که در آن بازی کرده‌است می‌توان به سیبونا زاگرب، المپیا میلان، و باشگاه بسکتبال پالاسانسترو وارزه اشاره کرد.
وی در مسابقات کشوری و بین‌المللی در مجموع برندهٔ ۱ مدال طلا شده‌است.